# El libro de Cesário Verde
El Libro de Cesario Verde (en portugués O Livro de Cesário Verde) es una edición póstuma de la colección de poemas del poeta portugués Cesario Verde, hecha por su amigo António José da Silva Pinto en 1887, que reunió los poemas publicados en revistas, impulsado por la amistad fraterna hacia el poeta, mientras que según los críticos, Silva Pinto organizó el libro de acuerdo a un criterio totalmente personal.